# St. Cyriakus (Hausen)

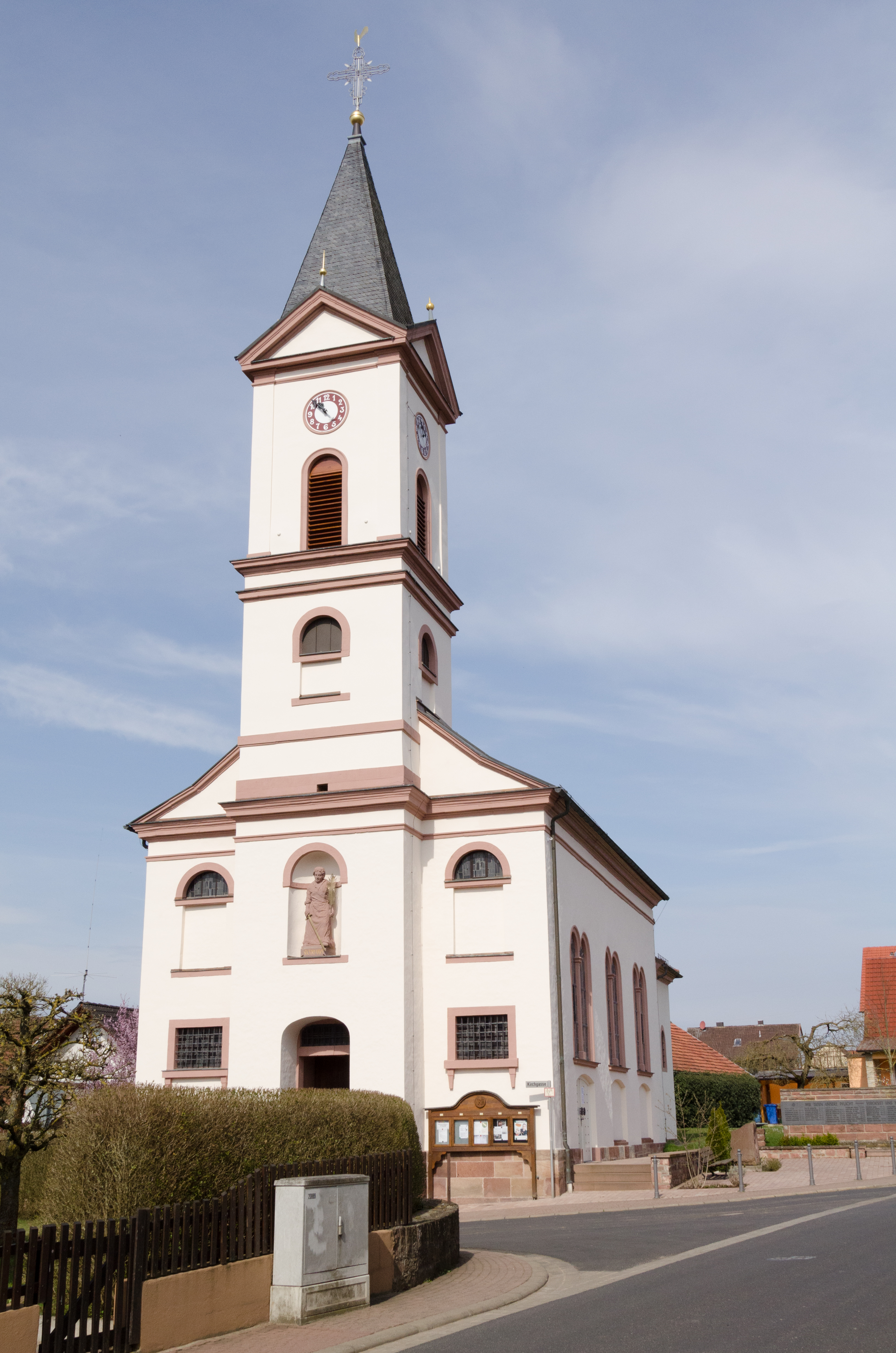
St. Cyriakus (Hausen)

Die römisch-katholische Filialkirche St. Cyriakus steht in Hausen, einem Gemeindeteil von Steinfeld im unterfränkischen Landkreis Main-Spessart in Bayern. Das denkmalgeschützte Bauwerk stammt aus dem 19. Jahrhundert. Die Kirche gehört zur Pfarrei Mariä Himmelfahrt und St. Bartholomäus Steinfeld in der Pfarreiengemeinschaft St. Sebastian auf der Fränkischen Platte (Steinfeld) im Dekanat Lohr des Bistums Würzburg.

## Beschreibung
Die klassizistische Saalkirche wurde von 1815 bis 1817 erbaut. Ihr Langhaus hat einen eingezogenen Chor im Nordwesten und einen in das Langhaus eingestellten Fassadenturm im Südosten, der 1879 um ein Geschoss aufgestockt wurde, um die Turmuhr und den Glockenstuhl unterzubringen, und mit einem spitzen, schiefergedeckten Pyramidendach zwischen den Giebeln der Turmwände bedeckt. Die ursprüngliche Kirchenglocke wurde 1950 durch drei Kirchenglocken ersetzt. Die Kirchenausstattung stammt aus der Bauzeit. Die neue Sakristei wurde erst 1961/62 an den Chor angebaut. In einer Nische über dem Portal steht eine Statue des heiligen Cyriakus. Die Orgel wurde von Alois Handel gebaut.